# Hans von Salmuth
Hans Eberhardt Kurt von Salmuth, nemški general, * 21. november 1888, Metz, † 31. december 1961/1. januar 1962, Wiesbaden.